# 第70回天皇杯・第61回皇后杯 全日本総合バスケットボール選手権大会
第70回天皇杯・第61回皇后杯 全日本総合バスケットボール選手権大会（だい70かいてんのうはい・だい61かいこうごうはい ぜんにほんそうごうバスケットボールせんしゅけんたいかい）は、1995年1月2日から8日まで開催された全日本総合バスケットボール選手権大会である。

## 出場チーム

### 男子
実業団
- NKK（実業団1）
- 三井生命（実業団2）
- ジャパンエナジー（実業団3）
- 住友金属（実業団4）
- 三菱電機（実業団5）
- トヨタ自動車（実業団6）

- 松下電器（実業団7）
- いすゞ自動車（実業団8）
- 東芝（実業団9）
- 豊田通商（実業団10）
- アンフィニ東京（実業団11）
- 大和證券（実業団12）

学生
- 拓殖大学（学生1）
- 日本大学（学生2）
- 専修大学（学生3）
- 日本体育大学（学生4）

- 愛知学泉大学（学生5）
- 九州産業大学（学生6）
- 筑波大学（学生7）

地方ブロック
- 宮田自動車（北海道）
- 秋田経法大学（東北・秋田）
- ゼクセル（関東・埼玉）
- 北陸高校（北信越・福井）
- アイシン精機（東海・愛知）

- 京都産業大学（近畿・京都）
- 松江工業クラブ（中国・島根）
- 玉藻クラブ（四国・香川）
- 沖縄教員（九州・沖縄）

### 女子
実業団
- シャンソン化粧品（実業団1）
- ジャパンエナジー（実業団2）
- 第一勧業銀行（実業団3）
- 積水化学（実業団4）
- 鷺宮製作所（実業団5）
- 日立甲府（実業団6）

- 東芝（実業団7）
- 三井生命（実業団8）
- 日本航空（実業団9）
- 三菱電機（実業団10）
- 日立戸塚（実業団11）
- 日本電装（実業団12）

学生
- 愛知学泉大学（学生1）
- 日本体育大学（学生2）
- 樟蔭東女子短期大学（学生3）

- 青山学院大学（学生4）
- 日本女子体育大学（学生5）
- 筑波大学（学生6）

地方ブロック
- 北都商業高校（北海道）
- 山形銀行（東北・山形）
- 昭和学院高校（関東・千葉）
- 石川教員（北信越・石川）
- 市沼津高校（東海・静岡）

- ユニチカ（近畿・大阪）
- 広島銀行（中国・広島）
- 北島CRクラブ（四国・徳島）
- 鹿屋体育大学（九州・鹿児島）

## 試合結果

### 男子
1回戦
- 秋田経法大学　72-70　京都産業大学
- 日本体育大学　96-66　玉藻クラブ
- 三菱電機　95-74　大和證券
- ゼクセル　82-78　日本大学
- 松下電器　99-58　豊田通商
- アイシン精機　109-83　九州産業大学
- 愛知学泉大学　89-40　宮田自動車
- いすゞ自動車　98-57　東芝
- 拓殖大学　89-61　松江工業クラブ
- トヨタ自動車　127-92　アンフィニ東京
- 専修大学　81-78　沖縄教員
- 筑波大学　88-54　北陸高校

2回戦
- NKK　98-56　秋田経法大学
- 三菱電機　145-81　日本体育大学
- 松下電器　116-86　ゼクセル
- ジャパンエナジー　71-64　アイシン精機
- 住友金属　90-52*　愛知学泉大学
- いすゞ自動車　111-69　拓殖大学
- トヨタ自動車　97-70　専修大学
- 三井生命　85-63　筑波大学

準々決勝
- NKK　78-70　三菱電機
- 松下電器　68-61　ジャパンエナジー
- 住友金属　74-73　いすゞ自動車
- 三井生命　77-67　トヨタ自動車

準決勝
- 松下電器　94-79　NKK
- 住友金属　70-56　三井生命

決勝
- 松下電器　82-54　住友金属

### 女子
1回戦
- 日立戸塚　62-57　三井生命
- 日本電装　61-50　東芝
- 三菱電機　59-52　日本航空

2回戦
- 市沼津高校　63-52　山形銀行
- 樟蔭東女子短期大学　71-42　北都商業高校
- 北島CRクラブ　94-74　日本女子体育大学
- 日立戸塚　82-33　広島銀行
- 鹿屋体育大学　67-61　筑波大学
- ユニチカ　60-52　日本電装
- 青山学院大学　82-81　石川教員
- 三菱電機　94-58　昭和学院高校

3回戦
- シャンソン化粧品　127-23　市沼津高校
- 日立甲府　47-33　樟蔭東女子短期大学
- 北島CRクラブ　70-59　積水化学
- 愛知学泉大学　75-53　日立戸塚
- 第一勧業銀行　86-49　鹿屋体育大学
- 日本体育大学　91-82　ユニチカ
- 鷺宮製作所　77-54　青山学院大学
- ジャパンエナジー　85-48　三菱電機

準々決勝
- シャンソン化粧品　70-34　日立甲府
- 愛知学泉大学　71-70　北島CRクラブ
- 第一勧業銀行　53-52　日本体育大学
- ジャパンエナジー　118-53　鷺宮製作所

準決勝
- シャンソン化粧品 105 - 55　愛知学泉大学
- ジャパンエナジー　89-68　第一勧業銀行

決勝
- ジャパンエナジー　68-57　シャンソン化粧品